# Château du Coudray-Montbault
 (octobre 2016).
Si vous disposez d'ouvrages ou d'articles de référence ou si vous connaissez des sites web de qualité traitant du thème abordé ici, merci de compléter l'article en donnant les références utiles à sa vérifiabilité et en les liant à la section « Notes et références ».
Le château du Coudray-Montbault est un château situé à Saint-Hilaire-du-Bois, en France.
Le nom "Coudray-Montbault" s'explique en deux points : le mot "coudrier" est synonyme de noisetier sauvage, une coudraie est un bosquet de coudriers. Et "Montbault" date du XIIIe siècle, alors que la famille Papin, propriétaire du lieu, est seigneur de Montbault à Nuaillé. 

## Localisation
Le château est situé dans le département français de Maine-et-Loire, sur le territoire de Saint-Hilaire-du-Bois à proximité de Vihiers, en haut d'une colline, d'où il domine un large point de vue. Saint-Hilaire-du-Bois est aujourd'hui une commune déléguée de Lys-Haut-Layon

## Historique
En 1156, Geoffroy de Pontail, écuyer, sieur de Coudray, fait construire dans la basse-cour de sa demeure une église et un couvent cloîtré en l'honneur de saint Jacques, apôtre, pour des moines de l'ordre de saint Augustin de l'abbaye Notre-Dame de la Réau. Sept à huit moines y vivaient en permanence, de 1156 jusqu'à la Révolution française, et hébergeaient les pèlerins en route pour Saint-Jacques-de-Compostelle. La chapelle attenante à l'église est dédiée à sainte Barbe, patronne des pompiers et des artilleurs. Elle devait protéger le Coudray-Montbault du feu et de la foudre. Au XIIIe siècle, la famille Papin fait construire un château fort, composé de 12 tours avec un pont-levis, mâchicoulis, entièrement entouré de douves. Un second fossé, empêchait les engins de siège d'approcher trop près pour détruire les remparts. Le château faisait partie de la dernière marche de Bretagne, et fut détruit pendant la guerre de Cent Ans. Il en reste aujourd'hui de belles ruines.
Les Papin, seigneurs de Montbault en Nuaillé et de Puy-Montbault près de Saint-Hilaire-du-Bois, ont construit au XIIIe siècle le château-fort dont il subsiste des ruines dans l'angle nord-ouest de la cour. Ils ont ajouté le nom de Montbault au château du Coudray.
Au XIVe siècle, le domaine passe à la famille de la Haye qui le conserve jusqu'au XVIIIe siècle.
En 1599, Honorat de la Haye Montbault, vidame du Mans, fait construire un château renaissance, sur les bases du château fort, en briques rouges, parmi lesquelles certaines sont recouvertes d'émail vert pour former des rectangles, comme on en trouve en Normandie. Ce château n'a sans doute jamais été terminé : la partie à droite du pont levis n'a jamais été construite, ce qui aurait permis le respect des « normes de symétrie » de l'époque. Le château renaissance comprenait un large escalier, un oratoire, une galerie en balcon, une salle des fêtes.
Honorat de la Haye Montbault fait des offrandes au prieuré tout proche : la chapelle est peinte en gris et rouge, l'église également. Il offre une mise au Tombeau, sculptée par Michel Colombe (dont on retrouve des œuvres dans l'abbaye de Solesmes, et dans la cathédrale de Nantes). On trouve aussi dans cette chapelle le gisant d'Honorat de la Haye Montbault.
Une grande partie du château et du prieuré sont incendiées pendant les guerres de Vendée, en 1793, dont les toitures et le mobilier.
Le château sera à nouveau habité en 1824 par M. Bourgeois, qui réhabilite le rez-de-chaussée. Au cours du XXe siècle, le château entier est restauré. Une ferme s'installe dans les communs, un second pont est installé pour faciliter l'accès de la ferme.
Aujourd'hui, la ferme a cédé la place à un jardin français et anglais. Le château est toujours habité, et n'est pas ouvert à la visite.

## Protection
La protection du château du Coudray-Montbault (PA00109406) comporte deux parties principales :
- le château : façades et toitures de l'ensemble des bâtiments, douves, vestiges de l'ancien château est inscrit au titre des monuments historiques le 12 avril 1965 ;
- l'ancienne chapelle prieurale Saint-Jacques : chapelle du Sépulcre avec son décor intérieur et autres vestiges de l'édifice : mise au tombeau, gisant et fresques, est classée au titre des monuments historiques le 27 avril 1965.